# Мерлузови
Мерлузовите (Merlucciidae) са семейство животни от разред Трескоподобни (Gadiformes).
Таксонът е описан за пръв път от Тиъдър Гил през 1884 година.

## Родове
- Lyconodes
- Lyconus – Ликонуси
- Macruronus
- Merluccius – Мерлузи
- Steindachneria